# Букмекерська вилка
Букмекерська вилка (арбітражна ситуація, англ. arbitrage, англ. surebet, betting arbitrage, miraclebets) — це можливість зробити ставки на всі можливі результати змагання в різних букмекерських конторах і отримати прибуток незалежно від результату змагання. Розмір прибутку знаходиться в межах одиниць відсотків від суми ставок або менше. Хоча теоретично імовірність отримання прибутку -100 %, в реальності можливий збиток за неодночасність, скасування ставок, різницю в правилах.
Така стратегія можлива при різниці в коефіцієнтах однієї і тієї ж події у різних букмекерів. Букмекерські вилки частіше можуть виникнути в режимі ставок під час гри (Live Betting), наприклад, під час баскетбольних матчів.
Букмекерська вилка схожа з просторовим арбітражем на фінансовому ринку, коли в різних місцях або на різних біржах на один і той же товар є різні ціни, які дозволяють купивши контракт в одному місці тут же перепродати його в іншому місці з деяким прибутком.

## Приклад
Розглянемо випадок з двома можливими наслідками (наприклад, тенісний матч — «перемога 1» або «перемога 2»). У двох різних букмекерських контор є свої різні коефіцієнти на результат матчу.
|            | Букмекер 1 | Букмекер 2 |
| ---------- | ---------- | ---------- |
| Перемога 1 | 1.25       | 1.43       |
| Перемога 2 | 3.9        | 2.85       |

Для кожного букмекера сума інверсії всіх результатів результату завжди буде більше, ніж 1.
{\displaystyle 1.25^{-1}+3.9^{-1}=1.056} або {\displaystyle 1.43^{-1}+2.85^{-1}=1.051}
Букмекер 1 в цьому прикладі очікує отримати 5,6 % на ставках з тенісної гри.
Ідея полягає в тому, щоб знайти розбіжності в різних букмекерських прогнозах, де сума інверсії всіх результатів нижче 1. Цю невідповідність можна використовувати для отримання прибутку. Якщо поставити у Букмекера 1 на подію «Перемога 2» 100 грошових одиниць, а у Букмекера 2 на подію «Перемога 1» 272,72 грошових одиниць, то підсумковий результат в будь-якому випадку становитиме 1,43 × 272,72 — (100 + 272,72) = 17,27 грошових одиниць при будь-якому результаті матчу або 4,63 % від вкладених коштів.
Різниця в правилах букмекерів може позначитися в цьому прикладі, якщо один з гравців зніметься з матчу не догравши. В цій ситуації можливе або повернення грошей або розрахунок гри як поразка того, що знявся. У різних букмекерів різні правила розрахунку в цьому випадку (завжди повернення; завжди поразка того, що знявся; повернення, якщо не зіграний перший сет; повернення, якщо не зіграно 2 сети). Відповідно, можливі втрати, якщо букмекер, у якого була зроблена ставка на знятого гравця, зарахує поразку, а інший букмекер поверне ставку.